# 西ドイツ国鉄210形ディーゼル機関車
西ドイツ国鉄（ドイツ連邦鉄道。DB）210形ディーゼル機関車は、出力を補助するためのガスタービンエンジンを搭載した液体式ディーゼル機関車である。V160形（のちの216形）からの派生形式のひとつ。

## 製造の背景
1950年、西ドイツ国鉄（DB）はスイス連邦鉄道（スイス国鉄）のガスタービン機関車、4/6 1101形を試用した。この機関車はガスタービンエンジンで発電し、その電力で駆動するものであった。ガスタービンエンジンは軽量・高出力だが燃料消費量が大きく、V200形ディーゼル機関車との比較でも圧倒的に不利であり、この結果を受けてDBはガスタービンエンジンを機関車の主要な動力源とすることを断念している。
10年後の1960年、中重量級列車用液体式ディーゼル機関車であるV160形が営業に就いた。DBは、V160形にコンパクトなガスタービンエンジンを高負荷時のアシスト用に追加し、総出力を向上することで、非電化でカーブが多いミュンヘン〜リンドウ間の路線における重量旅客列車のサービス改善を実現しようとした。燃費向上のため、ガスタービンエンジンは時速25kmからの加速や登坂時等、必要な時のみ使用することとした。
210形はこのような目的で開発され、クルップにて1970年から8両が製造された。

## 構造
機構的には218形を基本としており、メインエンジンは同じMTUフリードリヒスハーフェンのMA12V956TB、暖房装置は電気式であり、台枠もほぼ同じである。
本形式の最大の特徴は、高負荷時のアシストを目的とするガスタービンエンジンを搭載していることである。メインのディーゼルエンジンおよびガスタービンエンジンから、それぞれドライブシャフトが引き出され、液体変速機へとつながっている。この方法は1966年からV169形（1968年の称号変更以降は219形）によって実施された試験では成功した、実績のある技術であった。しかし、ドイツ国鉄はガスタービンエンジンをV169形より強力で、ベル・エアクラフトのUH-1形ヘリコプターにも使用されていたアブコ・ライコミングT53-L13エンジンを使用することとした。このエンジンはKHDがライセンス生産をしており、同社が故障時の修理も請け負っていた。
ガスタービンエンジンの出力は845kwで、機関車が全負荷に達した場合にディーゼルエンジンを補完する目的で使用される。同ガスタービンエンジンは毎分1万9250回転時に最高出力を発揮するため、出力軸の回転数を6000回転まで落とす大きな減速装置を必要とした。
最高速度は時速160kmとなり、そのためにハイドロダイナミックブレーキが装備された。駆動軸、変速機等も強化されている。ガスタービンエンジンの排ガスは屋根上の煙突から排気されるが、その独特な形状は本形式の際立った外観的特徴となっている。

## 運用
V160形でガスタービンエンジンの取り扱いのノウハウを得ていたこともあり、1970年末から翌年初頭にかけて営業運転で使用された。その年末にはケンプテンに全8両が配置され、チューリッヒとミュンヘンを結ぶTEEバヴァリア等に使用された。当初は期待に違わぬ性能を発揮したが、暖房性能は不十分であったことから、冬季の重量列車では機関車を2両使用する必要があった。
ケンプテンではガスタービンエンジンの保守についてKHDより研修を受けた。もしタービンに大規模な補修が必要となった場合には、特別に梱包されて工場へと送られた。稼働率を確保するために、8両の車両に対してガスタービンエンジンは10基が用意された。また、タービンの交換には6時間が必要とされた。
運用開始からしばらくの間ガスタービンエンジンは順調に稼働していたが、1978年3月24日、全負荷運転中の210 003がタービン羽根を破損した。直ちにガスタービンエンジンの使用を中止したDBがすべての車両を検査した結果、いくつかの車輪に金属疲労が発見された。問題のあった車両に対して修理を行い、10月13日までには全機復旧したが、同年12月31日、最後に復旧した210 008のタービン羽根が破損、燃料パイプから出火し、火災となった。火災自体はフュルステンフェルトブルック駅の消防隊によってすぐに消し止められ、機関車への深刻な損害もなかったが、DBは再度ガスタービンエンジンの使用を停止することとした。
鉄道車両の運用では、タービンはヘリコプターで使用されるよりも長時間の使用に耐えなければならず、継続的な保守、修理、交換のために多額の費用が掛かることが判明した。燃費の面でも、ディーゼルエンジンに比べると圧倒的に不利である。最終的に、DBは機関車からガスタービンエンジンを撤去し、1980年から翌年にかけて全機を218.9形に改造した。液体変速機も交換された。特徴的な排気管は撤去された。エンジン撤去で車重が軽くなった分は死重を搭載して補填した。最高速度は時速140kmとされた。以後、アルガイへの重量客車列車牽引は218形の重連運用へ変更された。
本形式は、2004年から2006年にかけて全車運用から外された。

## 210.4形
オリジナルの210形とは別に、210.4形という番台区分がある。これは、218形を最高速度160km/hに改造したもので、非電化区間があるハンブルク〜ベルリン間でインターシティを運行することに対応したものである。

## 主要諸元
- 全長：16,040 mm
- 全幅：
- 全高：
- 運転整備重量：82.0 t
- 軸重：20.5 t
- 機関：MTUフリードリヒスハーフェン製MA12V956TB10形 V形12気筒ディーゼルエンジン1基＋アブコ・ライコミングT53-L13形ガスタービンエンジン1基
- 液体変速機：MTU製L820BW6Ars形×1基
- 軸配置：B-B
- 出力：ディーゼルエンジン: 1839kw（2500PS）、ガスタービンエンジン：845kw（1150PS）
- 動力伝達方式：液体式
- 最大運転速度：160km/h
- 製造初年：1970年
- 製造所：クルップ